# Erndtebrück
Erndtebrück är en kommun i Kreis Siegen-Wittgenstein i sydöstra Nordrhein-Westfalen. Erndtebrück, som nämns för första gången i ett dokument från år 1256, har cirka 7 000 invånare.

## Administrativ indelning
Mespelbrunn har nio Ortsteile.
| - Balde - Benfe - Birkefehl | - Birkelbach - Erndtebrück - Röspe | - Schameder - Womelsdorf - Zinse |